# Holcocephala pectinata
Holcocephala pectinata är en tvåvingeart som beskrevs av Carrera 1955. Holcocephala pectinata ingår i släktet Holcocephala och familjen rovflugor. Inga underarter finns listade i Catalogue of Life.